# Halbinsel Urfahrn

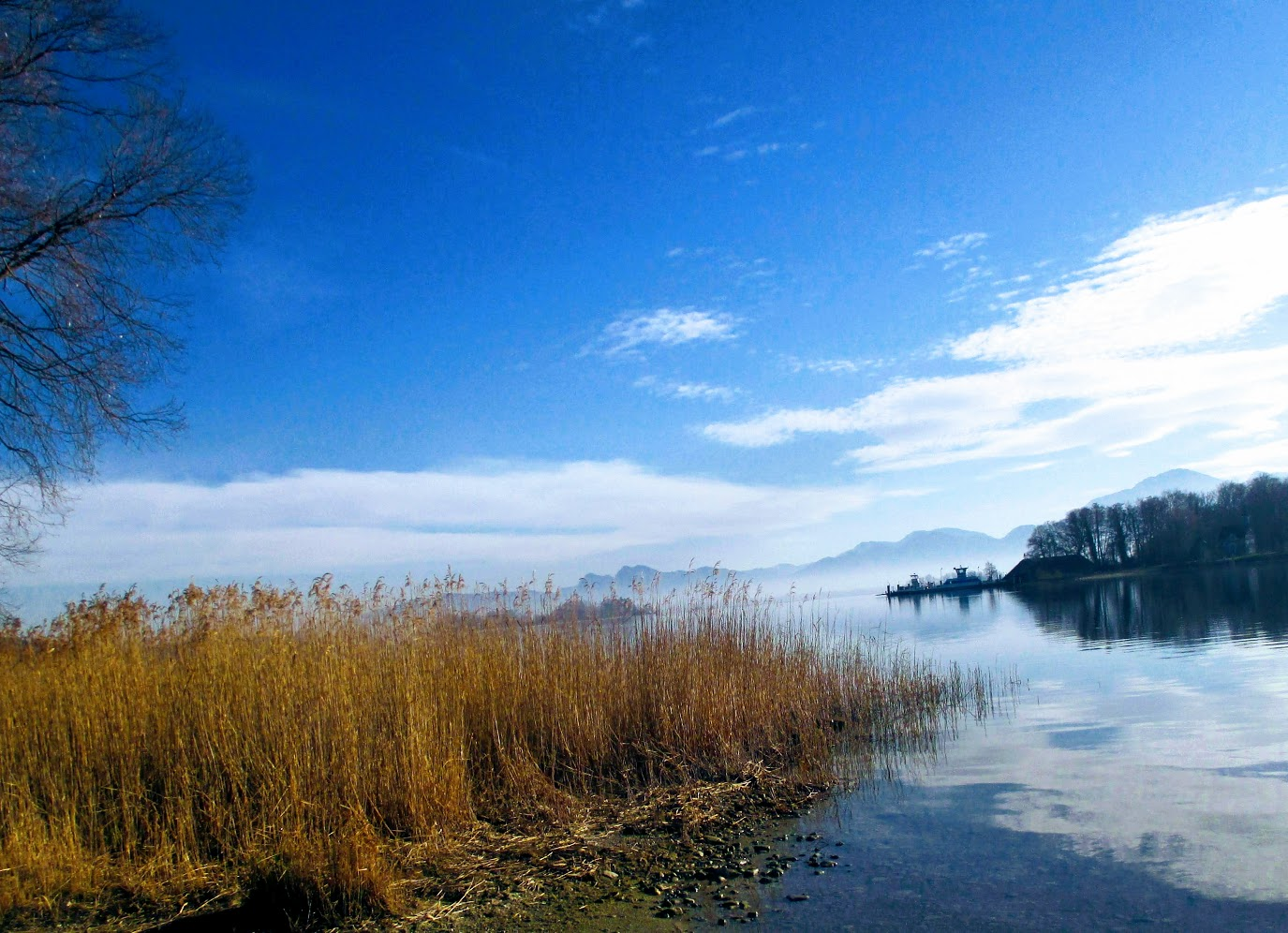
Am Spitz der Halbinsel Urfahrn

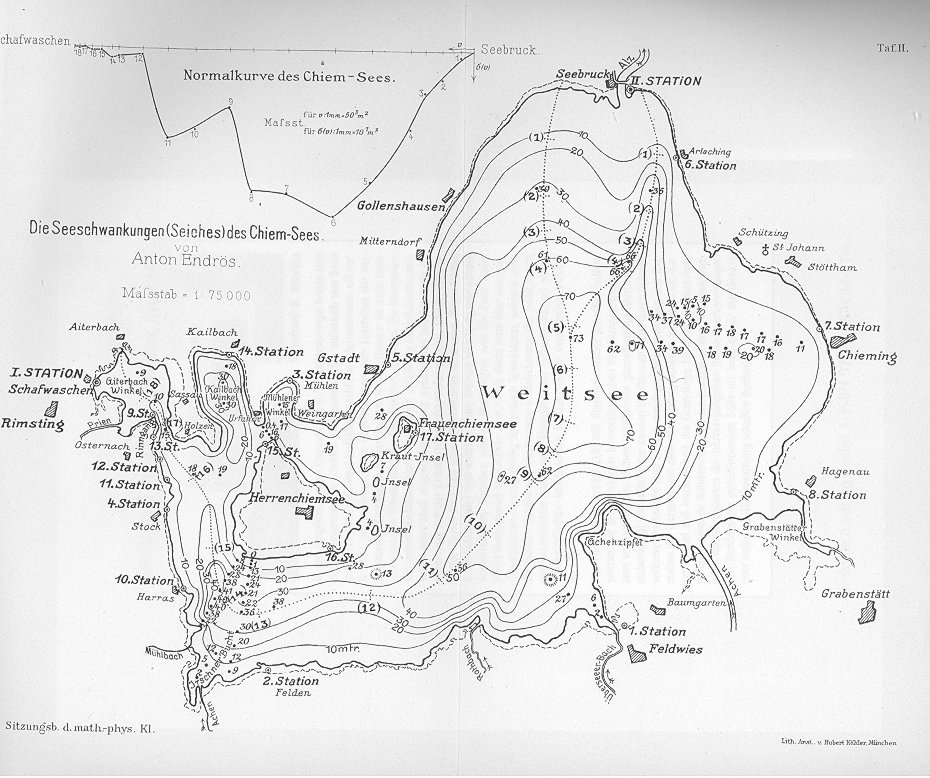
Karte des Chiemsees (1906), mit Urfahrn im Nordwesten (links oben)

Die Halbinsel Urfahrn ist eine nur rund 38 Hektar große, flache Halbinsel am Nordwestufer des Chiemsees gegenüber der 300 Meter entfernt liegenden Herreninsel. Sie wird begrenzt im Westen durch den Kailbacher Winkel, an dessen Westufer sich die größere Halbinsel Sassau anschließt, sowie im Osten durch den Mühlner Winkel. Die Halbinsel gehört zur Gemeinde Breitbrunn am Chiemsee im Landkreis Rosenheim. Die Gemeindegrenze folgt durchgehend der Uferlinie. Mit ihrer gesamten Uferlinie grenzt die Halbinsel an das gemeindefreie Gebiet des Chiemsees, das zum Landkreis Traunstein gehört.
Die Halbinsel ist an der engsten Stelle nur 260 Meter breit. Sie ragt rund einen Kilometer weit in den See bis zur Landspitze Scheren an ihrem südlichen Ende, die der Nordspitze der Herreninsel im 300 Metern Entfernung gegenüberliegt. Ihr höchster Punkt, etwa 12 Meter über dem Seespiegel, liegt zwischen den Weilern Urfahrn und Stadl, die zum Zeitpunkt der letzten Volkszählung (25. Mai 1987) 43 bzw. 23 Einwohner in 18 bzw. sieben Gebäuden mit Wohnraum zählten. Weitere bewohnte Orte gibt es nicht auf der Halbinsel. Das Dorf Wolfsberg schließt sich im Nordwesten an. Zur Volkszählung 1875 hatten Urfahrn und Stadl 31 bzw. 13 Einwohner in 14 bzw. 3 Gebäuden.
Von der Halbinsel Urfahrn ließ sich König Ludwig II. zu seinen Inspektionen auf Herrenchiemsee übersetzen – die Königstraße von Wolfsberg nach Urfahrn zeigt dies noch heute an.
1950 starb der Arzt und Schriftsteller Felix Schlagintweit auf der Halbinsel Urfahrn, 1976 der Landschaftsmaler Eugen Croissant.
An der Ostseite der Halbinsel liegt der private Yachthafen Jell, und der Yacht-Club Urfahrn e.V. hat sein Vereinsheim in der Nähe.